# Jorge Kishikawa

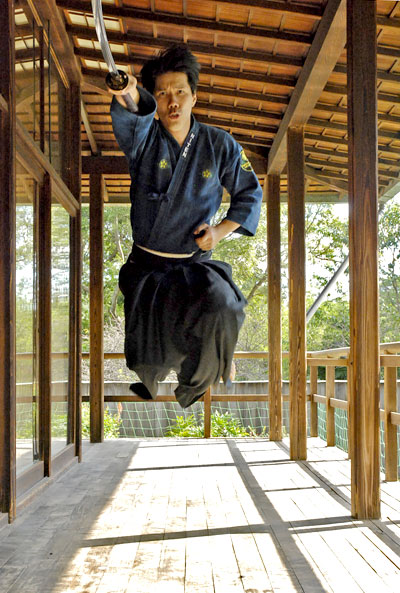
Jorge Kishikawa

Jorge Kishikawa é médico do esporte, 7º dan kyoshi de kendō e menkyo kaiden no estilo niten ichi-ryū de kenjutsu. Fundou o Instituto Cultural Niten.

## A prática do Kendō
Jorge Kishikawa iniciou o estudo do kendō aos 6 anos, juntos com seus pais, Yoshiaki Kishikawa (7º dan kendō) e Mitiko Kishikawa (6º dan kendō), e seu irmão mais novo, Roberto Kishikawa (8º dan kendō); reconhecidos mestres de kendō .
Em 1998, submeteu-se ao primeiro exame de graduação para o sétimo dan de kendō realizado no Brasil . Até então tal graduação era obtida em exames no Japão ou pela prática do Suisen (serviços prestados). A banca examinadora foi constituída por mestres japoneses visitantes e, dos três candidatos, apenas o Sensei Jorge Kishikawa foi aprovado, recebendo a graduação de sétimo dan Kyoshi.
Nas últimas décadas Jorge Kishikawa vem se dedicando a pesquisar as origens do kendō, através do estudo do kenjutsu e de outras artes do kobudô. Em 2007 desligou-se da Confederação Brasileira de Kendo por discordar das práticas da mesma em relação aos critérios para seleção de membros da mesa examinadora .

### Resultados em torneios[4]
Em torneios brasileiros de kendō detém o recorde de duas vezes Penta-campeão brasileiro consecutivo. Manteve-se invicto por quase 10 anos consecutivos, em 80 combates[carece de fontes?]. Recebeu, em 1990, o troféu Atleta Super Campeão na categoria máxima, pela Federação Paulista de kendō.
Foi medalhista por equipe em diversos outros torneios mundiais. No Torneio Mundial de kendo de 1985, em Paris, foi segundo lugar individual na categoria aberta 4º e 5º dan.
- 3°lugar individual - II Torneio Mundial Juvenil em Tóquio, Budokan (1977) - primeira medalha do kendo brasileiro nos torneios mundiais dentro da categoria individual

- 3° lugar por equipes - II Torneio Mundial Juvenil em Tóquio, Budokan (1977)

- Honra ao Mérito - II Torneio Mundial Juvenil em Tóquio, Budokan (1977)

- Vice-campeão mundial por equipes - V Torneio Mundial em São Paulo (1982)

- Vice-campeão mundial por equipes - VI Torneio Mundial em Paris (1985)

- Vice-campeão mundial individual - VI Torneio Mundial em Paris (1985), categoria 4° e 5° Dan (goodwill matches)

- 3° lugar por equipes - VII Torneio Mundial em Seul (1988)

- Honra ao Mérito - VII Torneio Mundial em Seul (1988)

## O Aprofundamento no Koryu

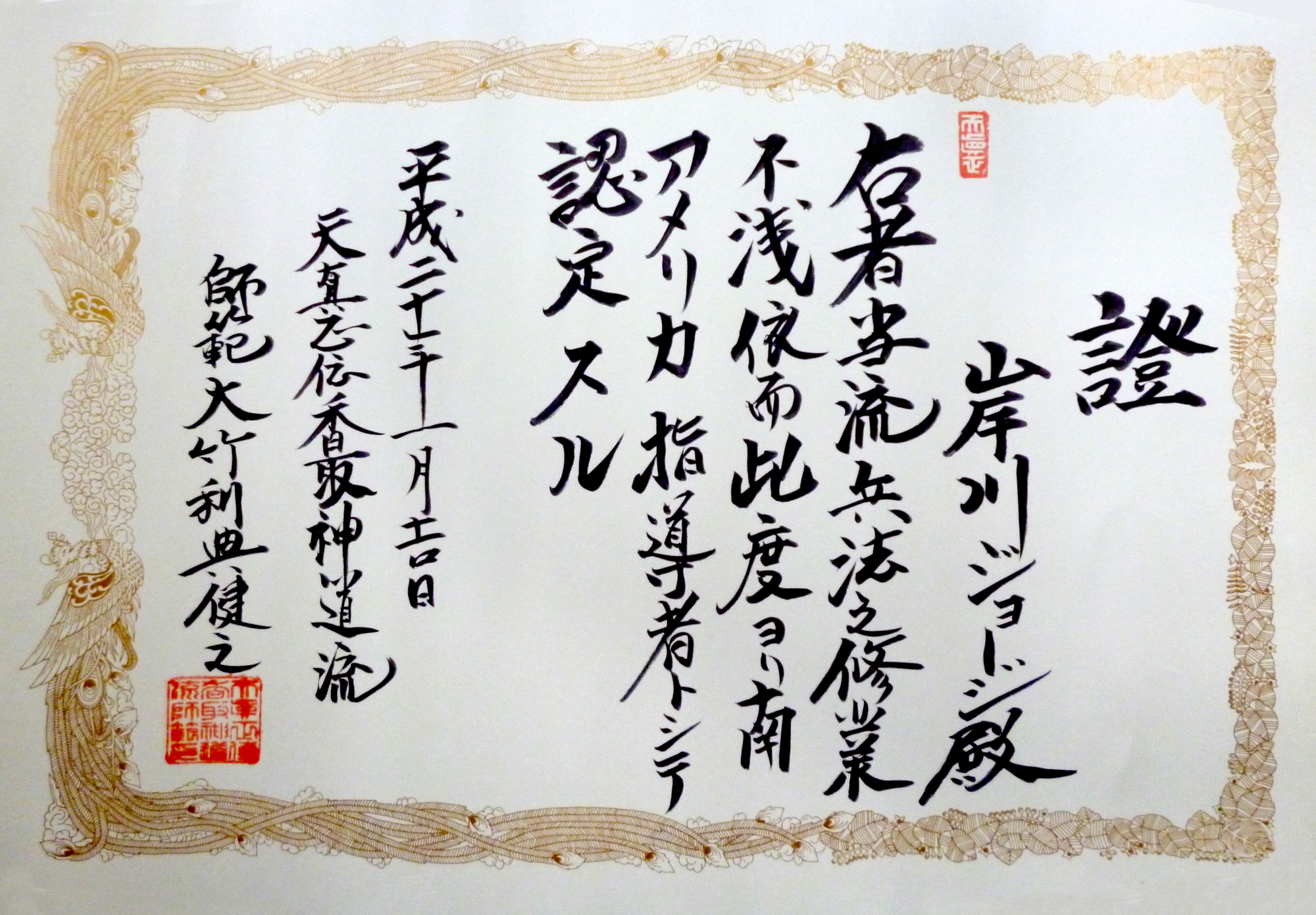
Certificado de representante do Katori Shintō-ryū. Lê-se: Certificado - KISHIKAWA, Jorge Treinou com afico e assimilou os conhecimentos da nossa escola, de maneira que o nomeio o professor (shidōsha) responsável para a America do Sul. Janeiro do ano 21 da era Heisei. Tenshin shōden Katori shintō-ryū, Shihan Ōtake Risuke

Nas últimas décadas Jorge Kishikawa vem estudando os diversos estilos de Kobudô , as tradições guerreiras dos Samurais. Dentre os estilos que estudou destacam-se:
- Hyōhō Niten Ichi-Ryū
- Shintō Musō-ryū
- Tenshin shōden Katori shintō-ryū
- Musō Shinden-ryū
- Sekiguchi-ryū
- Nito Shinkage-ryū
- Komakawa-ryū
- Ono-ha Itto-ryū
- Echigo-ryū
- Tamiya-ryū
- Toda-ha Buko-ryū
- Jikishinkage-ryū
- Muso Jikiden Eishin-ryū
- Hasegawa Eishin-ryū
- Baba-ha Kenjutsu

No Hyoho Niten Ichi Ryu, criado por Miyamoto Musashi, Jorge Kishikawa é discípulo do Shihan Gosho Motoharu e de seu filho e sucessor, Kyoshi Yoshimochi. Recebeu do Shihan Gosho Motoharu o Menkyo Kaiden, a mais alta graduação no estilo.
Jorge Kishikawa é ainda representante para a América do Sul do estilo Shindo Muso Ryu e seus estilos associados, pelo mestre Kaminoda Tsunemori. Estes estilos são ensinados aos mais de 800 alunos do Instituto Niten no Brasil, Argentina e Chile.
Em 2009 foi designado shidōsha (professor oficial) do estilo Tenshin Shoden Katori Shinto Ryu para a América do Sul . Esta importante tradição marcial é tida como a mais antiga do Japão, e é a única forma de budô considerada Bunkasai, ou Tesouro Cultural Nacional pelo Governo do Japão.

## A fundação do Instituto Niten

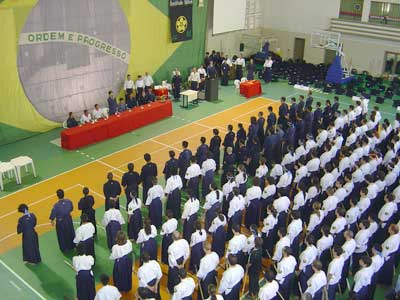
Torneio da Confederação Brasileira de Kobudô

Em 1993, no bairro do Itaim, na cidade de São Paulo, o Sensei Jorge Kishikawa fundou o Instituto Cultural Niten, com o objetivo de difundir a prática do kendo e do iaidô para o público brasileiro.
Jorge Kishikawa passou a ensinar estas artes como os pilares do Instituto Niten, estando o ensino do kendo e do Seitei Iaidō subordinadas ao currículo do kenjutsu e do iaijutsu.
Após o anos 2000 o Instituto teve uma acentuada expansão, estando atualemente com mais de 40 dojos em todas as regiões do Brasil, Argentina e Chile (dados de dezembro de 2008). Jorge Kishikawa viaja freqüentemente aos dojos, para acompanhar o desenvolvimento de seus alunos.
Em 2003 foi criada a Confederação Brasileira de Kobudô, com o objetivo de congregar os praticantes em uma confederação esportiva para realização de eventos nacionais como torneios, seminários e gashukus. O Sensei Jorge Kishikawa é o presidente da Confederação.

## Livros publicados[9]
- 2003 - Autor da seção de Budô do livro Dô - A essência da Cultura Japonesa, publicado pelo Centrô de Chadô Urasenke do Brasil
- 2004 - Autor do livro Shin Hagakure, Pensamentos de um Samurai Moderno
- 2006 - Revisor Técnico da edição da Editora Conrad do Livro dos Cinco Anéis (Gorin no Sho), obra escrita por Miyamoto Musashi no século XVII.
- 2010 - Autor do livro Shin Hagakure, Pensamentos de um Samurai Moderno, Segunda Edição (versão revisada e ampliada da edição de 2004).
- 2016 - Autor do livro Shin Hagakure, Pensamentos de um Samurai Moderno, Vol. 1 e 2, Terceira Edição (versão revisada e ampliada da edição de 2010).

## Homenagens recebidas
Recebeu diversas homenagens da sociedade brasileira em reconhecimento ao seu trabalho em prol da divulgação da cultura, arte e filosofia dos samurais.
Em 2005, Jorge Kishikawa teve o seu aniversário (24 de abril) escolhido como a data quando seria comemorado o Dia do Samurai, pela Câmara Municipal de São Paulo.
Em 2007, foi homenageado, ao lado do judoca e vereador Aurélio Miguel, com Prêmio Especial na 50ª Edição do Premio Paulista de Esportes.
No mesmo ano recebeu da Assembléia Legislativa do Estado de São Paulo o prêmio "Personalidade do ano Artes Marciais".
Em 2008, o ano do Centenário da imigração japonesa ao Brasil, Jorge Kishikawa foi uma das personalidades da colônia japonesa homenageada no Palácio do Planalto com a Medalha Alusiva ao Centenário, em cerimônia oficial na presença do Presidente Luiz Inácio Lula da Silva e do Príncipe Herdeiro do Japão, Naruhito Kotaishi Denka.
No mesmo ano foi nomeado Guardião da Soberana Ordem da Fraterna Integração Nipo-Brasileira pela CICESP e recebeu Votos de Louvor da Academia Brasileira de Arte Cultura e História.
Recebeu em dezembro de 2008 Medalha de Honra ao Mérito Legislativo do Centenário da Imigração Japonesa no Brasil pela câmara legislativa de Mato Grosso do Sul e também o Diploma Kasato Maru, pelos relevantes serviços prestados à colônia nipo-brasileira, pelo deputado estadual de Mato Grosso do Sul, Akira Otsubo.
Em 2019, foi instituído no estado do Rio de Janeiro o Dia Estadual do Samurai (24 de abril), em homenagem às contribuições de Jorge Kishikawa à comunidade fluminense.

## Ligações Externas
- Instituto Niten
- Made in Japan
- Tenshin Shoden Katori Shinto Ryu (Brasil)